# Argueil
Ne doit pas être confondu avec Argueil-Fry.
Argueil est une commune française située dans le département de la Seine-Maritime en région Normandie.

## Géographie

### Localisation

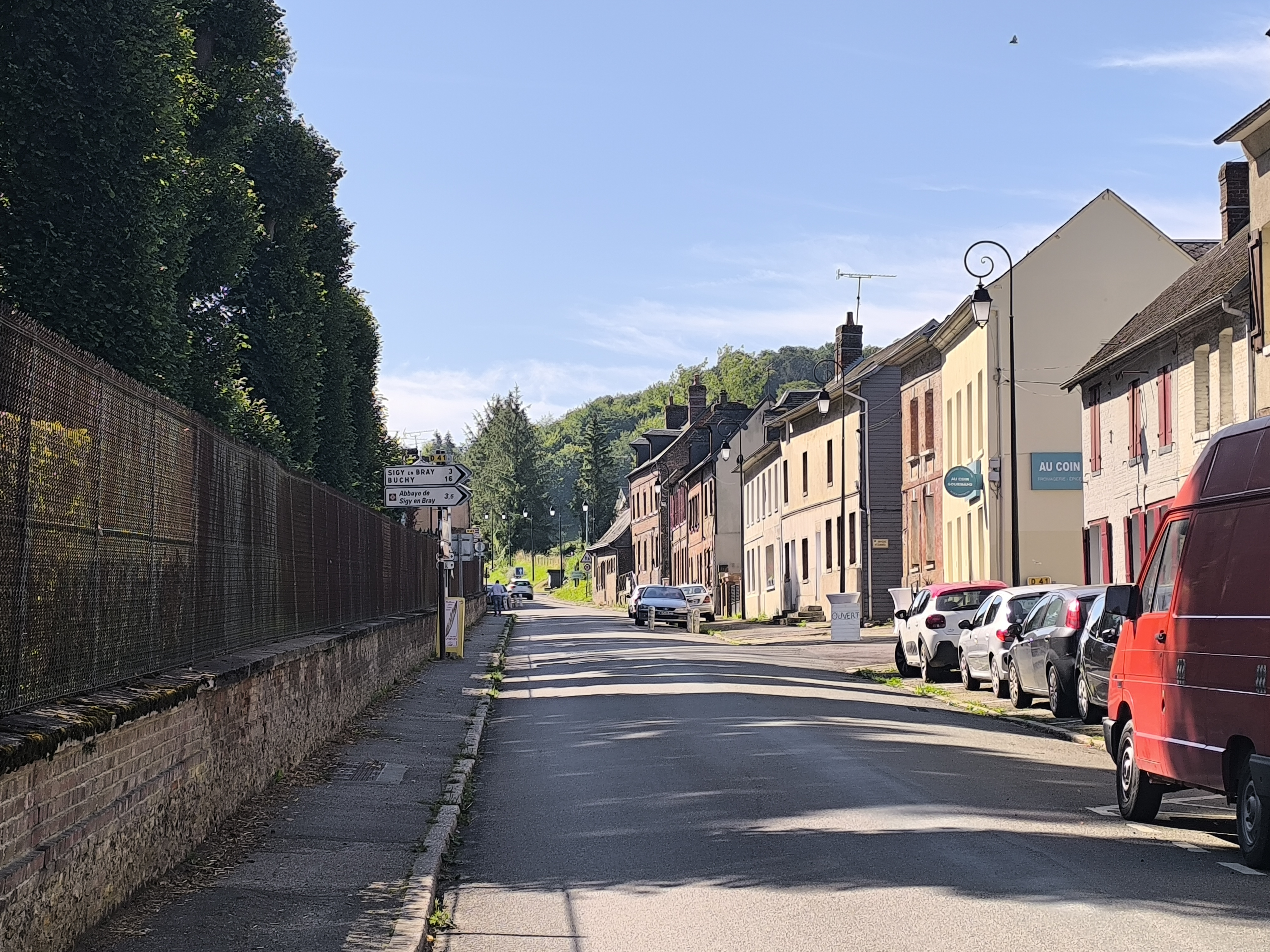
La rue du Mont-Sauveur.

Argueil est un village normand du Pays de Bray. Avant le redécoupage cantonal de 2014 en France, c'était le plus petit chef-lieu de canton de la Seine-Maritime.
Il est situé à 9 km de Forges-les-Eaux, à 16 km de Buchy, à 18 km de Gournay-en-Bray et à 21 km de Lyons-la-Forêt.
La commune se trouve dans l'aire d'attraction de Rouen, dans sa zone d'emploi, ainsi que dans le bassin de vie de Forges-les-Eaux

### Communes limitrophes
Les communes limitrophes sont  Fry, La Ferté-Saint-Samson, Le Mesnil-Lieubray, Mésangueville et Sigy-en-Bray.

### Géologie et relief
La superficie de la commune est de 6,95 km2 ; son altitude varie de 100  à   210 mètres.
Le Mont-Sauveur, qui culmine à 208 mètres d'altitude, se trouve en partie sur la commune.

### Hydrographie
La commune est située dans le bassin Seine-Normandie. Elle est drainée par le ruisseau de Mésangueville, la Roulée, le fossé 08 de la Commune de la Ferte-Saint-Samson, l'Andelle et le ruisseau de la Picardie,.
Le ruisseau de Mésangueville, d'une longueur de 15 km, prend sa source dans la commune de La Ferté-Saint-Samson et se jette  dans l'Epte à Dampierre-en-Bray.

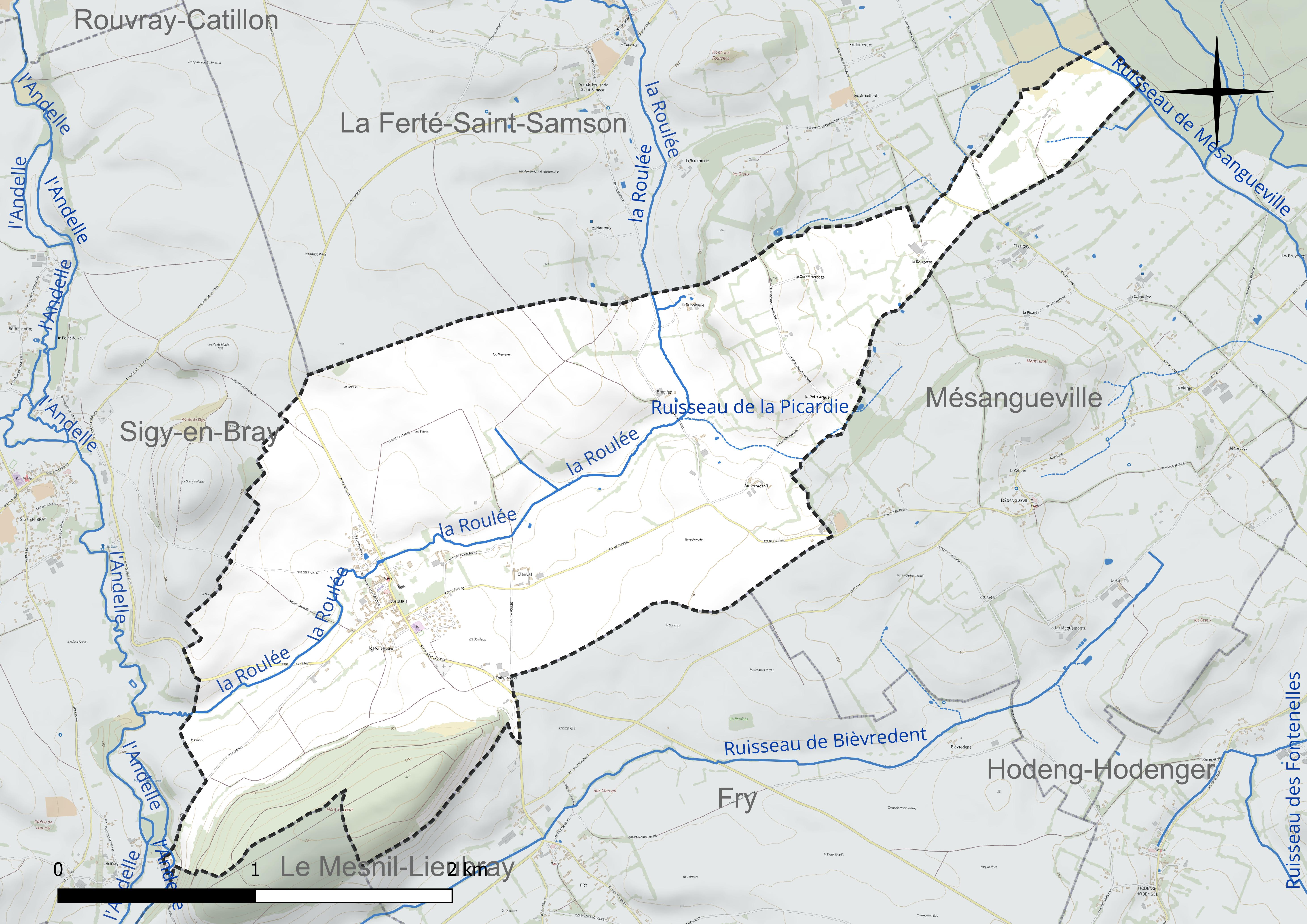
Réseau hydrographique d'Argueil.

### Climat
Pour des articles plus généraux, voir Climat de la Normandie et Climat de la Seine-Maritime.
En 2010, le climat de la commune est de type climat océanique dégradé des plaines du Centre et du Nord, selon une étude du CNRS s'appuyant sur une série de données couvrant la période 1971-2000. En 2020, Météo-France publie une typologie des climats de la France métropolitaine dans laquelle la commune est exposée à un climat océanique et est dans la région climatique Côtes de la Manche orientale, caractérisée par un faible ensoleillement (1 550 h/an) ; forte humidité de l’air (plus de 20 h/jour avec humidité relative > 80 % en hiver), vents forts fréquents. Parallèlement le GIEC normand, un groupe régional d’experts sur le climat, différencie quant à lui, dans une étude de 2020, trois grands types de climats pour la région Normandie, nuancés à une échelle plus fine par les facteurs géographiques locaux. La commune est, selon ce zonage, exposée à un « climat contrasté des collines », correspondant au Pays de Bray, bien arrosé et frais.
Pour la période 1971-2000, la température annuelle moyenne est de 10,2 °C, avec une amplitude thermique annuelle de 14 °C. Le cumul annuel moyen de précipitations est de 846 mm, avec 12,8 jours de précipitations en janvier et 8,4 jours en juillet. Pour la période 1991-2020, la température moyenne annuelle observée sur la station météorologique la plus proche, située sur la commune de Forges-les-Eaux à 8 km à vol d'oiseau, est de 10,7 °C et le cumul annuel moyen de précipitations est de 860,1 mm,. Pour l'avenir, les paramètres climatiques de la commune estimés pour 2050 selon différents scénarios d’émission de gaz à effet de serre sont consultables sur un site dédié publié par Météo-France en novembre 2022.

### Milieux naturels et biodiversité
ZNIEFF de type 1
Le mont Sauveur est classé en zone naturelle d'intérêt écologique, faunistique et floristique (ZNIEFF).
Site classé
- Le château d'Argueil et son parc  Site classé (1943)[15].

## Urbanisme

### Typologie
Au 1er janvier 2024, Argueil est catégorisée commune rurale à habitat dispersé, selon la nouvelle grille communale de densité à sept niveaux définie par l'Insee en 2022.
Elle est située hors unité urbaine. Par ailleurs la commune fait partie de l'aire d'attraction de Rouen, dont elle est une commune de la couronne,. Cette aire, qui regroupe 317 communes, est catégorisée dans les aires de 200 000 à moins de 700 000 habitants,.

### Occupation des sols

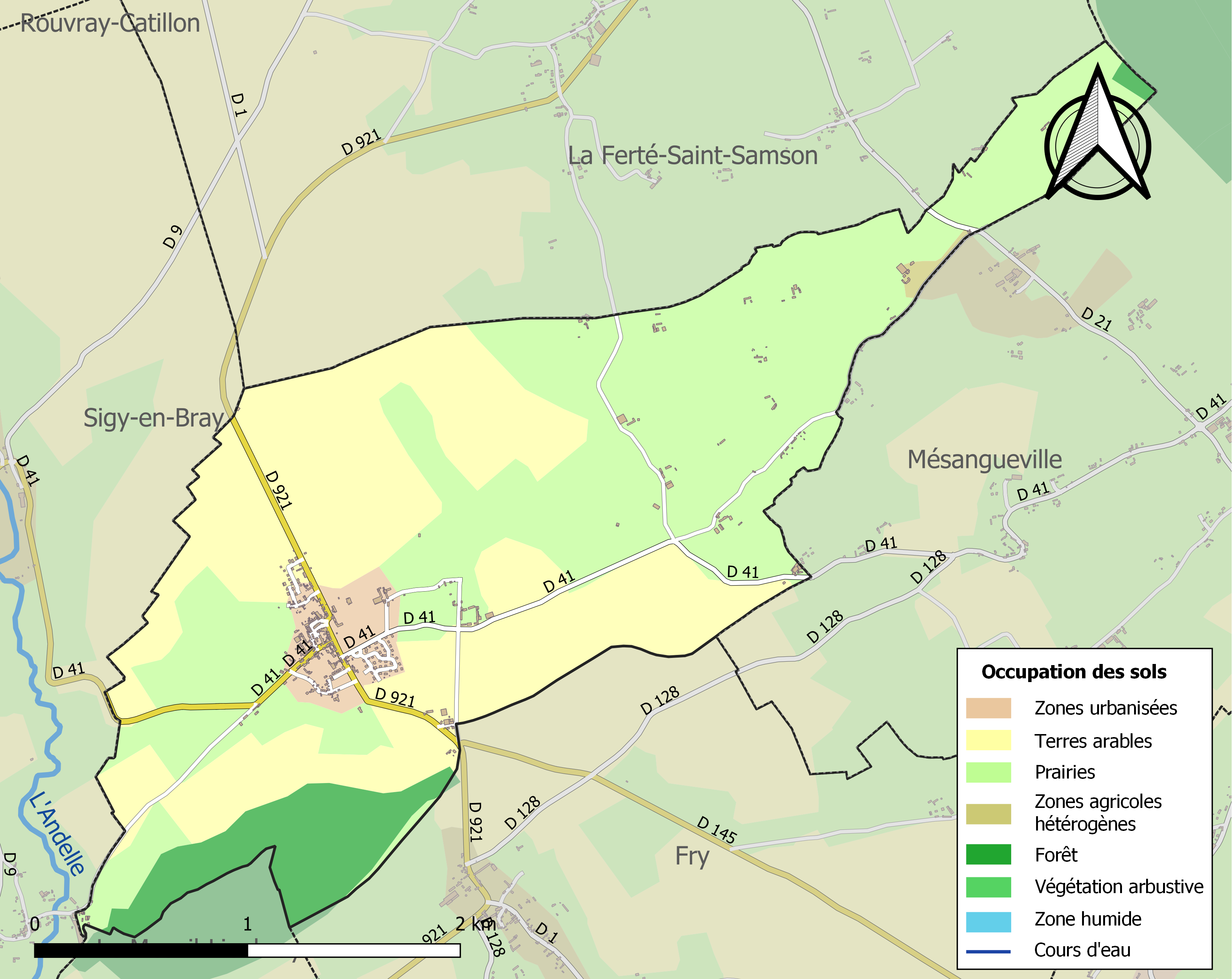
Carte des infrastructures et de l'occupation des sols de la commune en 2018 (CLC).

L'occupation des sols de la commune, telle qu'elle ressort de la base de données européenne d’occupation biophysique des sols Corine Land Cover (CLC), est marquée par l'importance des territoires agricoles (87,9 % en 2018), une proportion identique à celle de 1990 (87,9 %). La répartition détaillée en 2018 est la suivante : 
prairies (48,4 %), terres arables (39,1 %), forêts (8,1 %), zones urbanisées (4 %), zones agricoles hétérogènes (0,4 %).
L'évolution de l’occupation des sols de la commune et de ses infrastructures peut être observée sur les différentes représentations cartographiques du territoire : la carte de Cassini (XVIIIe siècle), la carte d'état-major (1820-1866) et les cartes ou photos aériennes de l'IGN pour la période actuelle (1950 à aujourd'hui).

### Lieux-dits, hameaux et écarts
La commune compte plusieurs hameaux et écarts : Clairval, Bréolles et Aubermesnil.

### Habitat et logement
En 2021, le nombre total de logements dans la commune était de 204, alors qu'il était de 183 en 2016 et de 176 en 2011.
Parmi ces logements, 80 % étaient des résidences principales, 5,1 % des résidences secondaires et 14,9 % des logements vacants. Ces logements étaient pour 86,5 % d'entre eux des maisons individuelles et pour 11,9 % des appartements.
Le tableau ci-dessous présente la typologie des logements à Argueil en 2021 en comparaison avec celle de la Seine-Maritime et de la France entière. Une caractéristique marquante du parc de logements est ainsi une proportion de résidences secondaires et logements occasionnels (5,1 %) supérieure à celle du département (4,1 %) mais inférieure à celle de la France entière (9,7 %).
| Typologie                                               | Argueil | Seine-Maritime | France entière |
| ------------------------------------------------------- | ------- | -------------- | -------------- |
| Résidences principales (en %)                           | 80      | 88             | 82,2           |
| Résidences secondaires et logements occasionnels (en %) | 5,1     | 4,1            | 9,7            |
| Logements vacants (en %)                                | 14,9    | 7,9            | 8,1            |

### Voies de communication et transports
La commune se trouve sur la tracé de l'ancienne route nationale 321 (actuelle RD 921) qui relie Forges-les-Eaux à Elbeuf.
Argueil était desservie par la gare de Sigy-Argueil située sur la ligne de Charleval à Serqueux aujourd'hui déferrée. De nos jours, la gare la plus proche d'Argueil est la gare de Forges-les-Eaux mais il vaut mieux aller jusqu'à la gare de Serqueux, située à 11 km bien mieux desservie (mis à part pour la direction de Gisors-Embranchement pour laquelle l'on choisira plutôt d'aller à Gournay - Ferrières située à 19 km).

## Toponymie
Le nom de la localité est attesté pour la première fois sous la forme Orgoil vers 1043.
Il s'agit d'une formation toponymique médiévale basée sur le mot orgueil (mentionné pour la première fois comme nom commun en 1080 sous la forme orgoill) et utilisé dans ce cas pour désigner un lieu remarquable, peut-être une maison forte.

## Histoire
Le village a été construit au pied de la colline du Mont Sauveur qui culmine à 210 m qui servait de refuge aux villageois quand ils se sentaient menacés[réf. nécessaire].

### Moyen Âge
Quand Philippe Auguste intègre la Normandie au domaine royal, le village s'installe dans le vallon[réf. nécessaire] de la Roulée.

### Temps modernes
Argueil accuelle dès le XVIe siècle des foires et marchés sur la place aux étoupes, où s'écoulaient les productions locales de fil et de toiles.

### Époque contemporaine

Argueil au tout début du XXe siècle
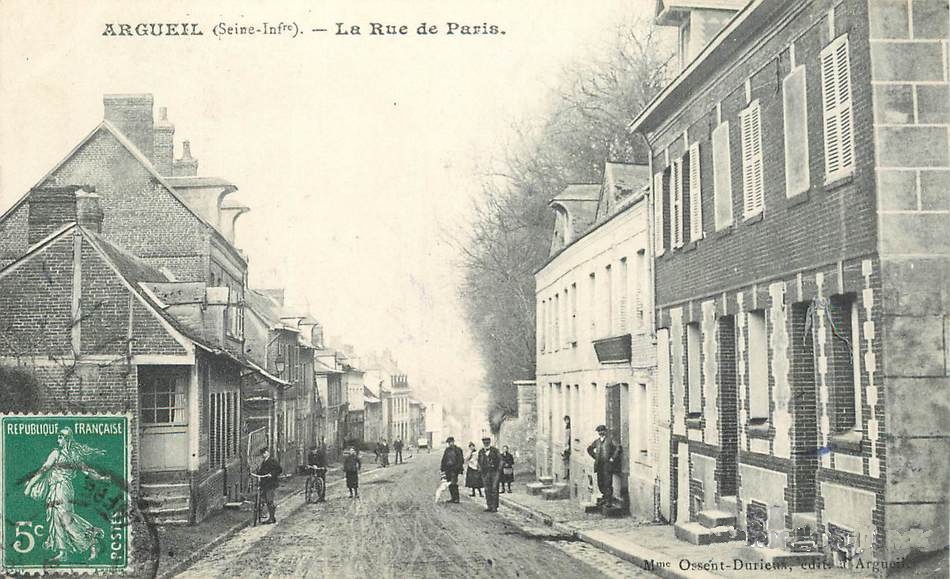
La rue de Paris.
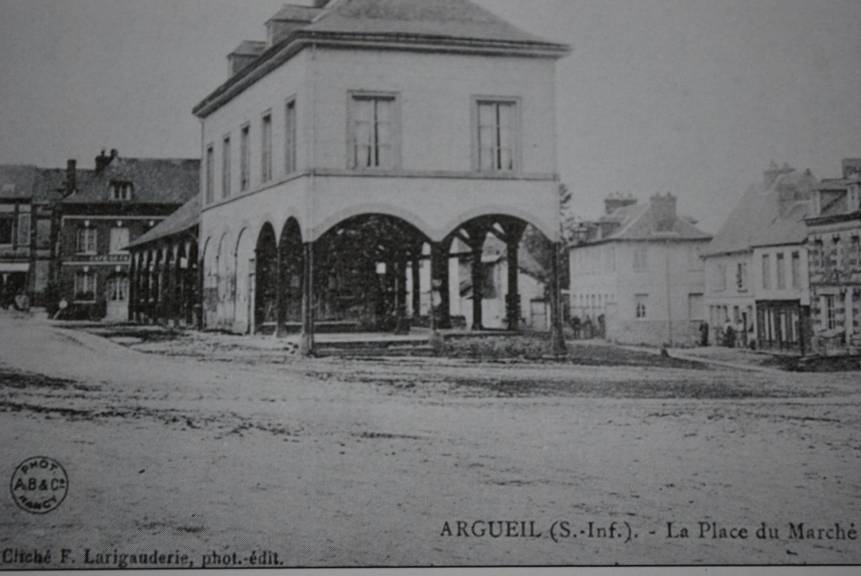
La place du marché et la halle.
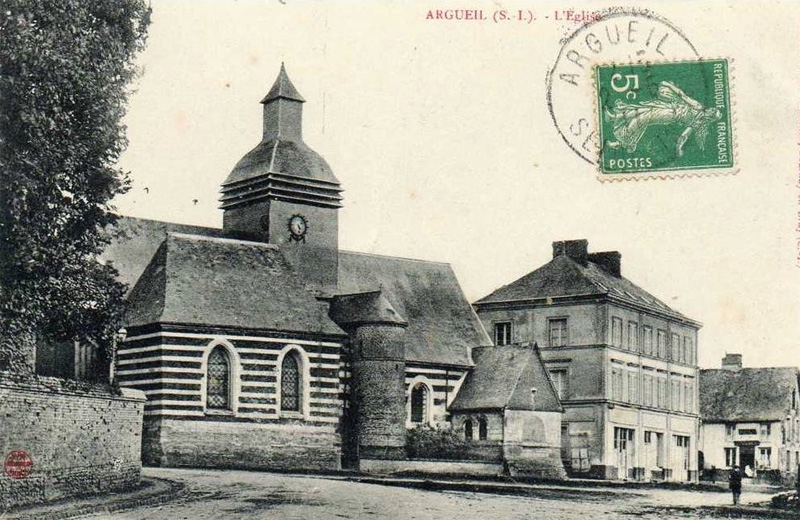
L'église.
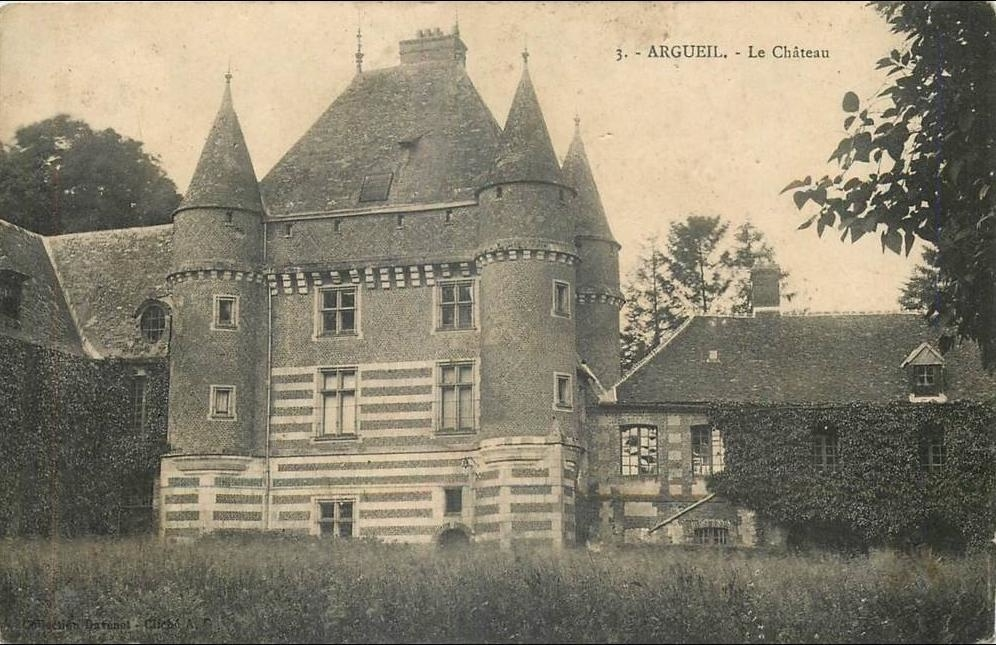
Le château.
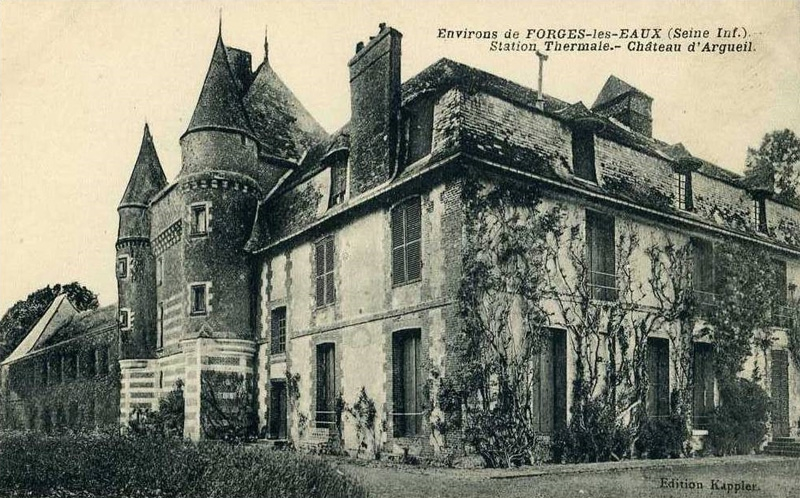
Le château.

La gare de Sigy - Argueil, située sur la ligne de Charleval à Serqueux, est desservie à partir de 1910 par les trains de l'Administration des chemins de fer de l'État, facilitant les déplacements des êrsonnes et le transport des marchandises. Malgré l'introduction (limitée) en 1934, d'autorails Schneider ou Renault (type VH), le nombre de passagers baissant structurellement en raison de la concurrence routière, les services voyageurs sont interrompus le 2 octobre 1938, quelques mois après le remplacement des grandes compagnies par la Société nationale des chemins de fer français (SNCF).  La ligne a été déclassée par un décret du 14 janvier 1972 et déferrée à la fin des années 1970.

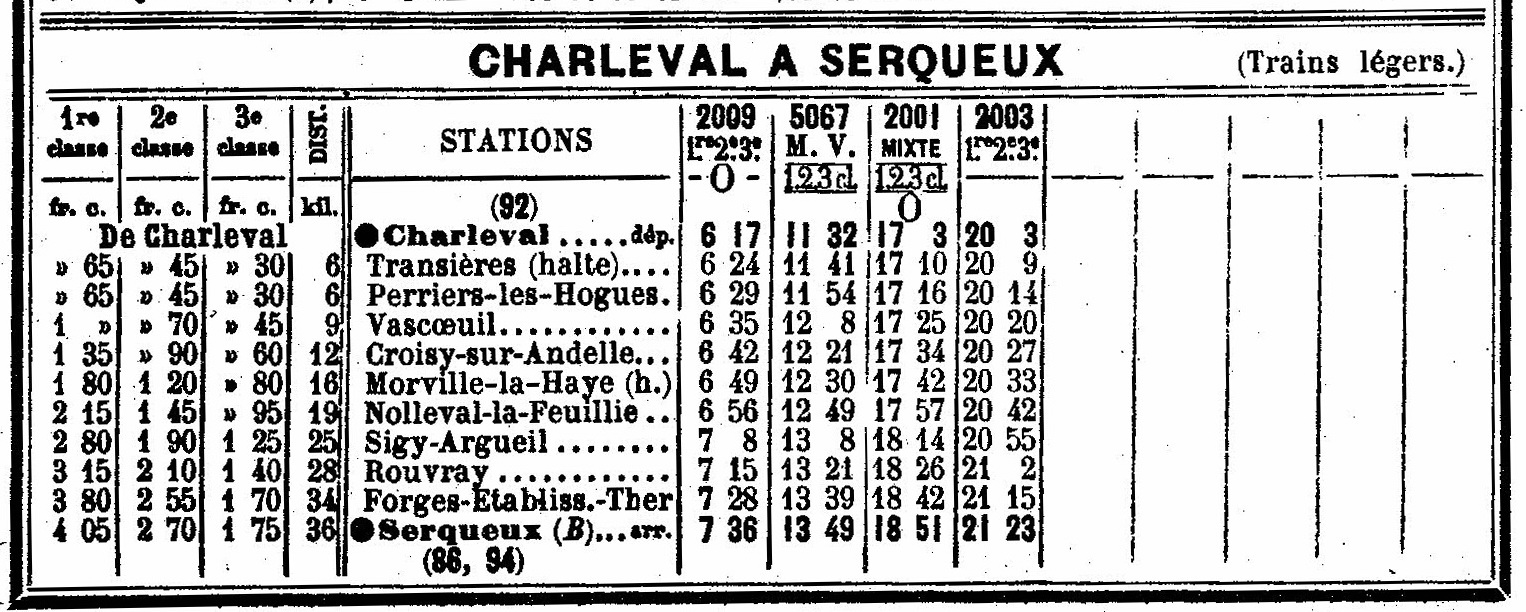
Horaires de la ligne en mai 1914
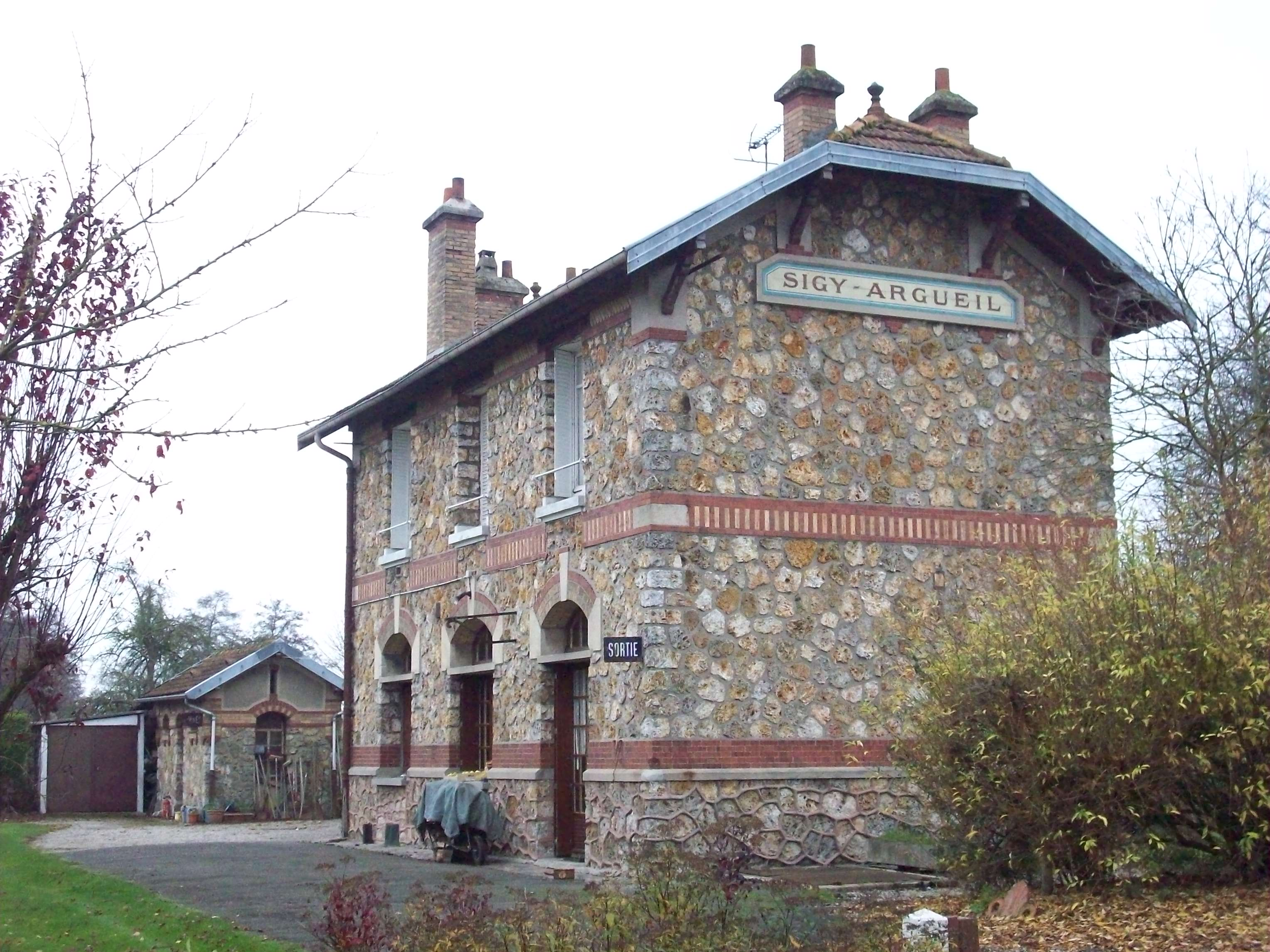
La gare en 2010.

Dans le cadre des dispositions de la loi sur les fusions et regroupements de communes (dite Loi Marcellin) de 1971, Argueil absorbe Fry  le 1er janvier 1975 et prend le nom d'Argueil-Fry. Le 1er janvier 1980, Fry reprend son autonomie communale, et Argueil-Fry reprend le nom d'Argueil.

## Politique et administration

### Rattachements administratifs et électoraux

#### Rattachements administratifs
La commune se trouve depuis 1926 dans l'arrondissement de Dieppe du département de la Seine-Maritime.
Elle était depuis 1793 le chef-lieu du canton d'Argueil. Dans le cadre du redécoupage cantonal de 2014 en France, cette circonscription administrative territoriale a disparu, et le canton n'est plus qu'une circonscription électorale.

#### Rattachements électoraux
Pour les élections départementales, la commune fait partie depuis 2014 du canton de Gournay-en-Bray.
Pour l'élection des députés, elle fait partie depuis 2012 de la deuxième circonscription de la Seine-Maritime.

### Intercommunalité
La commune était le siège de la petite communauté de communes des Monts et de l'Andelle, créée en 2003.
Dans le cadre des dispositions de la loi portant nouvelle organisation territoriale de la République (Loi NOTRe) du 7 août 2015, qui prévoit que les établissements publics de coopération intercommunale (EPCI) à fiscalité propre doivent avoir un minimum de 15 000 habitants, cette intercommunalité fusionne avec d'autres pour former, le 1er janvier 2017, la communauté de communes des 4 rivières dont la commune est désormais membre.

### Liste des maires
| Période                                  | Période                   | Identité           | Étiquette    | Qualité                                                                                               |
| ---------------------------------------- | ------------------------- | ------------------ | ------------ | --- |
| Les données manquantes sont à compléter. |                           |                    |              | |
|                                          |                           |                    |              | |
|                                          |                           | Pierre Parmentier  | Bonapartiste | Conseiller d'arrondissement d'Argueil (1852 → 1858)                                                   |
|                                          |                           |                    |              | |
| 1878                                     |                           | Prosper Canu       |              | |
|                                          |                           |                    |              | |
|                                          |                           | Jean Béal          | Républicain  | Médecin Conseiller d'arrondissement d'Argueil (1898 → 1907) Conseiller général d'Argueil (1907→ 1919) |
| 1930                                     | 1936                      | M. E. Boullet      |              | |
| Les données manquantes sont à compléter. |                           |                    |              | |
| 1965                                     | décembre 1974             | Paul Lejeune       |              | |
| janvier 1975                             | décembre 2012             | Michel Cordonnier, | UMP          | Médecin puis retraité Conseiller général d'Argueil (1998→ 2008) Démissionnaire                        |
| janvier 2013                             | août 2016                 | Claudie Chapeyrou  | UMP → LR     | Secrétaire de mairie Démissionnaire                                                                   |
| octobre 2016                             | En cours (au 13 mai 2024) | Isabelle Bréquigny |              | Vice-présidente de la CC des 4 rivières (2017 → ) Réélue pour le mandat 2020-2026,                    |

## Équipements et services publics

### Eau et déchets
La commune  se dote en 2018 d'un composteur pour la destruction et la valorisation des déchets verts, cendres et fumiers, pour les habitants qui souhaitent bénéficier de ce service.

### Enseignement
La commune fait partie du regroupement pédagogique intercommunal du Mont-Robert, qui comprend également Beauvoir-en-Lyons, Hodeng-Hodenger et Mésangueville. L'école d'Argueil accueille les enfants d'âge maternel, soit 51 élèves en 2021/2022.
Les collégiens se rendent à La Feuillie.

### Postes et télécommunications
Une agence postale communale est installée en mairie,.

### Santé et solidarité
L'association  Carma d'Argueil, un espace de vie sociale,  organise des ateliers informatiques, culinaires, sportifs, de couture, ainsi que des transports solidaires au bénéfice des habitants du canton des Monts et de l’Andelle,.
une Maison d'assistance maternelle (MAM) est implantée dans l'ancien bureau de poste depuis 2019, et peut accueillir jusqu’à 8 enfants de moins de 6 ans, y compris en périscolaire

## Population et société

### Démographie
L'évolution du nombre d'habitants est connue à travers les recensements de la population effectués dans la commune depuis 1793. Pour les communes de moins de 10 000 habitants, une enquête de recensement portant sur toute la population est réalisée tous les cinq ans, les populations de référence des années intermédiaires étant quant à elles estimées par interpolation ou extrapolation. Pour la commune, le premier recensement exhaustif entrant dans le cadre du nouveau dispositif a été réalisé en 2008.

En 2022, la commune comptait 348 habitants, en évolution de +2,05 % par rapport à 2016 (Seine-Maritime : +0,35 %, France hors Mayotte : +2,11 %).
| 1793 | 1800 | 1806 | 1821 | 1831 | 1836 | 1841 | 1846 | 1851 |
| ---- | ---- | ---- | ---- | ---- | ---- | ---- | ---- | ---- |
| 496  | 296  | 342  | 392  | 463  | 474  | 474  | 464  | 501  |

| 1856 | 1861 | 1866 | 1872 | 1876 | 1881 | 1886 | 1891 | 1896 |
| ---- | ---- | ---- | ---- | ---- | ---- | ---- | ---- | ---- |
| 511  | 500  | 475  | 428  | 430  | 425  | 424  | 419  | 471  |

| 1901 | 1906 | 1911 | 1921 | 1926 | 1931 | 1936 | 1946 | 1954 |
| ---- | ---- | ---- | ---- | ---- | ---- | ---- | ---- | ---- |
| 434  | 410  | 415  | 368  | 420  | 455  | 431  | 421  | 356  |

| 1962 | 1968 | 1975 | 1982 | 1990 | 1999 | 2006 | 2008 | 2013 |
| ---- | ---- | ---- | ---- | ---- | ---- | ---- | ---- | ---- |
| 366  | 389  | 374  | 395  | 379  | 366  | 344  | 338  | 330  |

| 2018 | 2022 | - | - | - | - | - | - | - |
| ---- | ---- | - | - | - | - | - | - | - |
| 342  | 348  | - | - | - | - | - | - | - |

### Manifestations culturelles et festivités
- Fête annuelle dite fête Saint Maurice le 4e dimanche de septembre[réf. nécessaire].

### Cultes
- « Bienvenue à la Paroisse Saint Jean-Baptiste de Forges en Bray ! », sur https://rouen.catholique.fr/ (consulté le 29 juillet 2024).

## Économie
Deux commerces de la commune (une épicerie et un coiffeur) sont réinstallés en 2018 dans l'ancienne mairie, réhabilitée à cet effet, et comprenant également une halle ouverte sous deux arcades et des toilettes publiques. D'autres commerces sont présents, tels qu'une épicerie fine, arrivée en 2024, ou la bouquinerie des Etoupes, en 2023, une pharmacie et une étude notariale,.

## Culture locale et patrimoine

### Lieux et monuments

Le château d'Argueil, centre de vacances Odcvl.

- Le manoir d'Argueil  Site classé (1943)[48] : château comportant un gros donjon d'habitation rectangulaire cantonné de tourelles en encorbellement, le tout élevé en brique et pierre aux XVe et XVIe siècles, auquel est accolé un corps de logis du XVIIIe siècle, et un parc. 
Cette demeure a appartenu successivement aux familles Havart, de Briqueville, de Frémont d'Auneuil, de Trie-Pillavoine, de Valon et de Castelbajac[49],[50].

Le manoir, construit dans la seconde moitié du XVe siècle par Jean de Scaneauville et terminé au XVIe siècle par les Briqueville, a remplacé un premier édifice saccagé par les Anglais en 1195 et rasé par Philippe Auguste en 1202. Restauré par la suite, il est inclus en 1350 dans le douaire de la reine Blanche, veuve de Philippe VI de Valois.
Un bâtiment résolument moderne, celui des Terrasses, a été construit en continuité sur des plans du Corbusier.
La gestion du manoir a été confiée par son propriétaire, la Caisse des dépôts et consignations, à l'office départemental des centres de vacances et de loisirs, société coopérative française créée en 1939, qui commercialise principalement des séjours de vacances en France et à travers le monde pour groupes et familles. Le manoir dispose de 153 lits répartis dans 3 bâtiments, d'une ferme pédagogique, d'activités d'équitation,,...

Le manoir d'Argueil
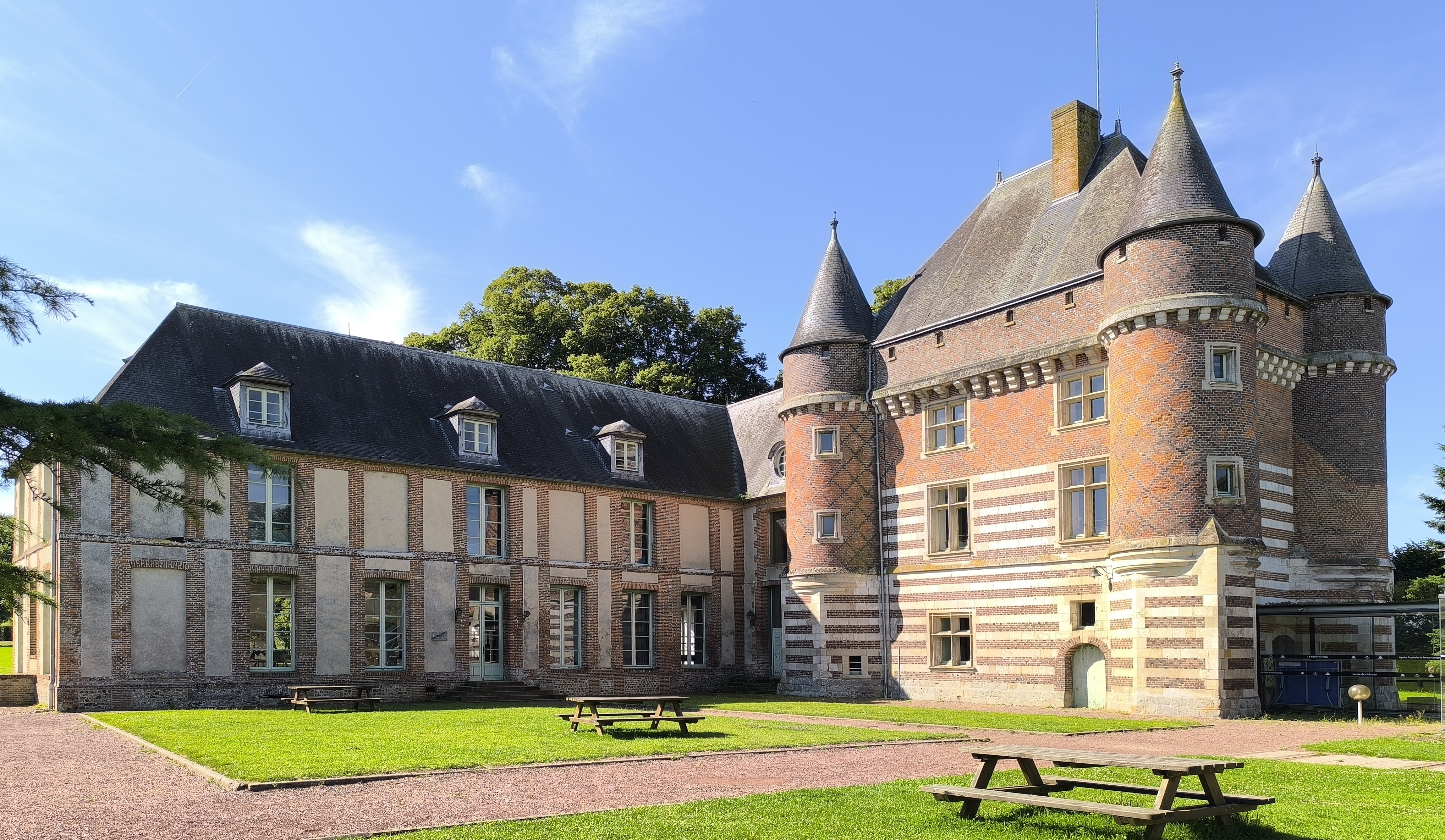
Le donjon et le logis du XVIe siècle.
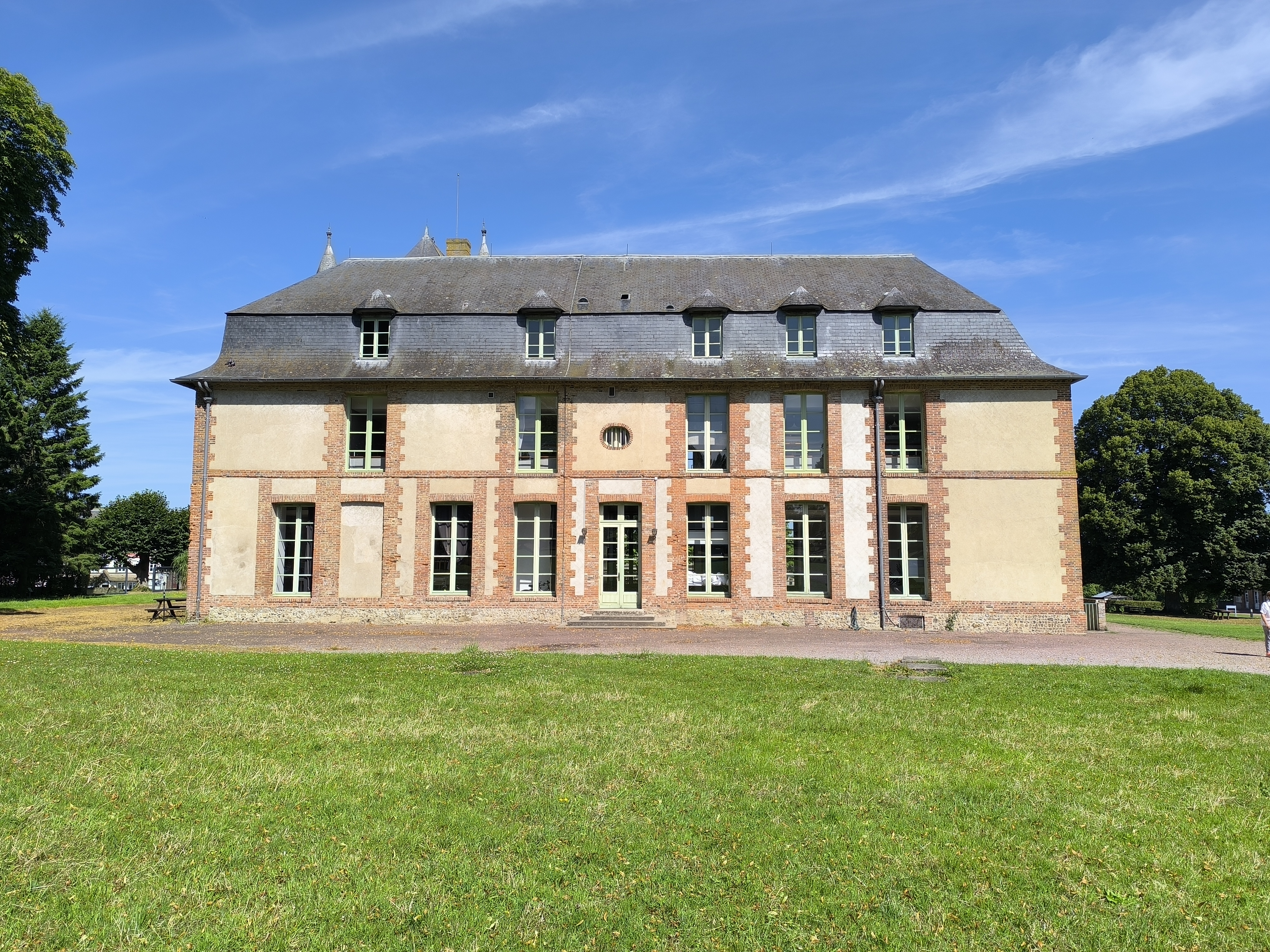
Façade sud (XVIe siècle.
Le bâtiment des terrasses, conçu par Le Corbusier, le donjon et le logis.
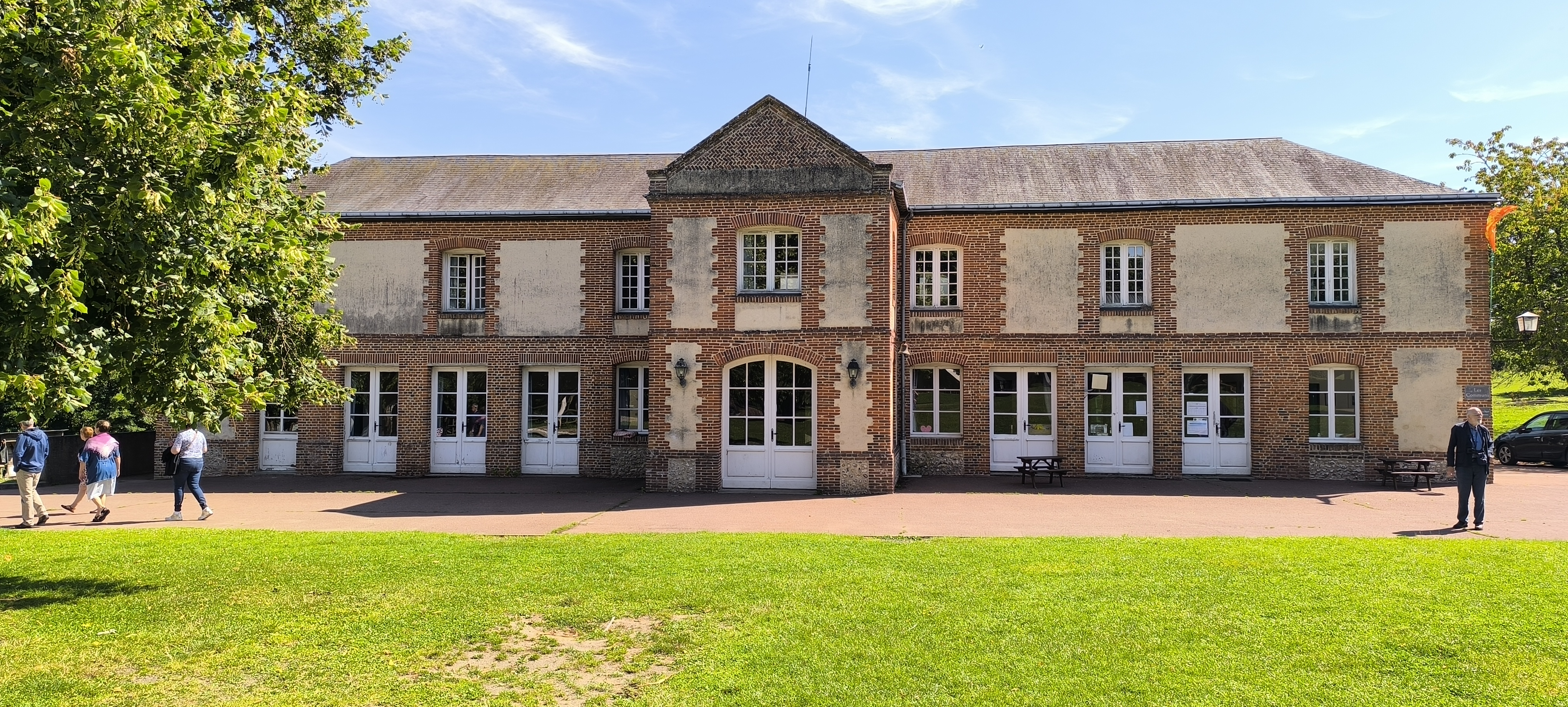
Le bâtiment des communs.
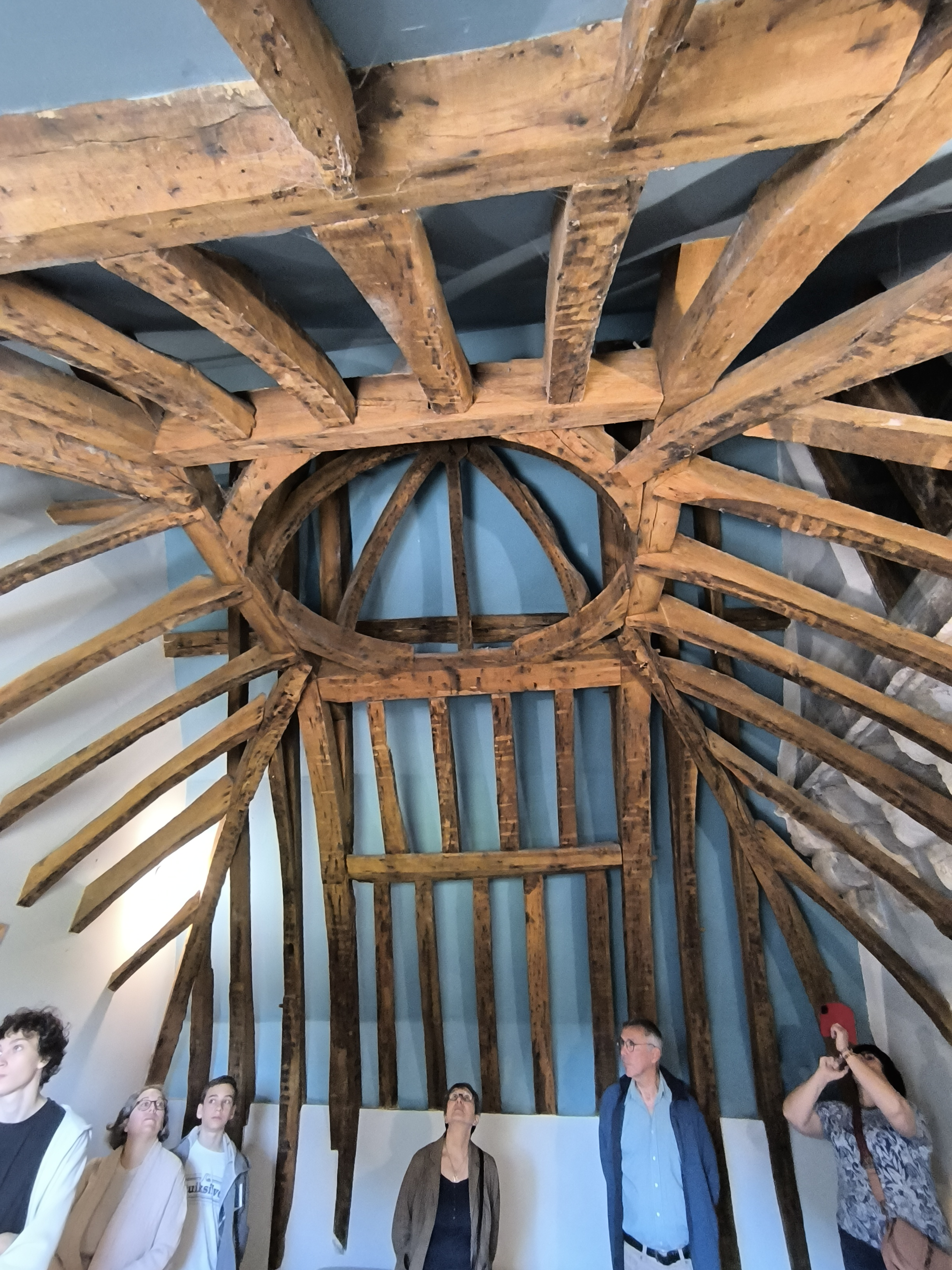
Charpente de la salle du 1er étage du donjon.
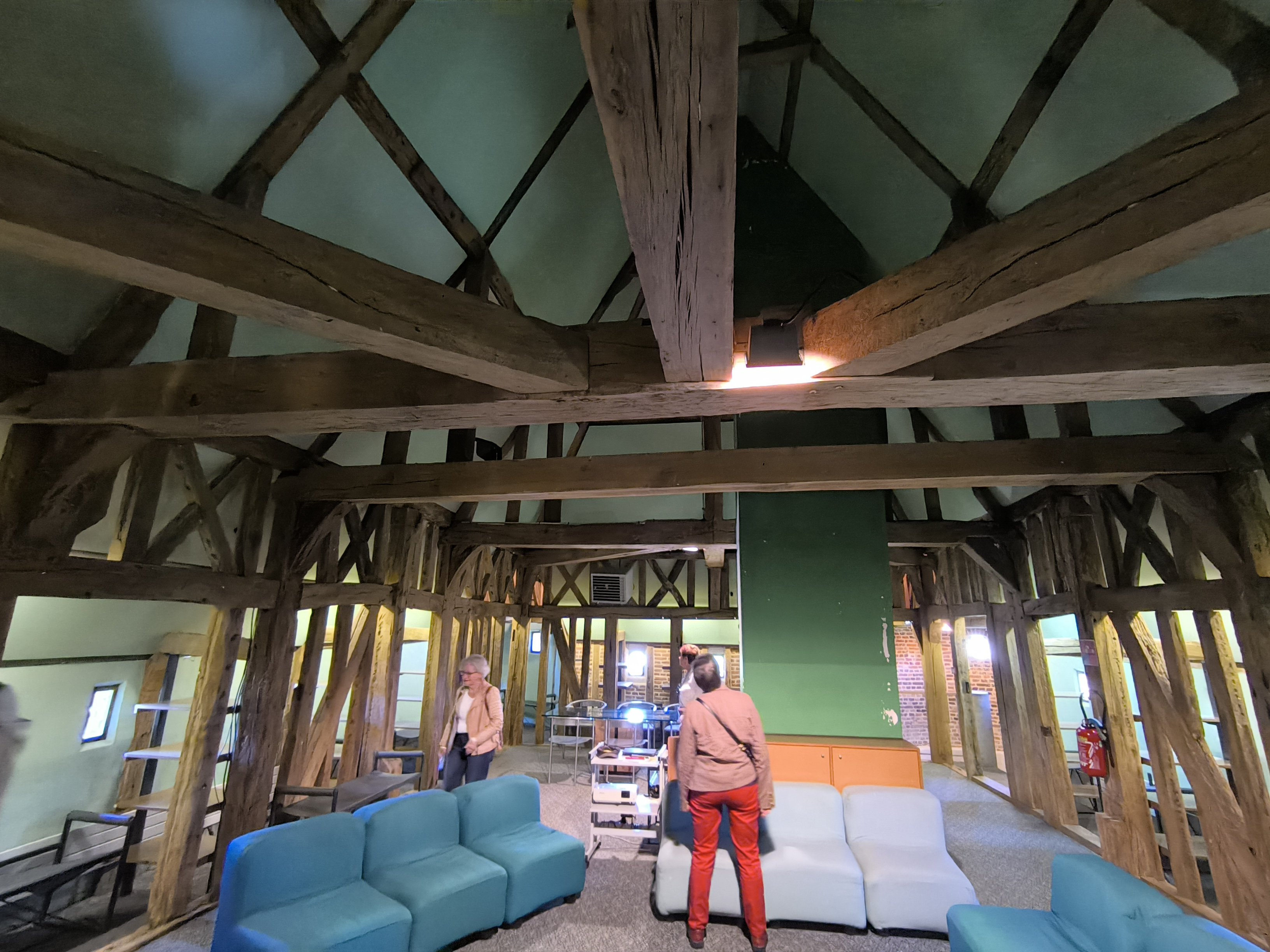
La salle du 2e étage du donjon.

- Place du Marché aux étoupes, la place principale d'Argueil[55], où se trouve la halle de la commune, ancienne mairie réaménagée pour y accueillir des commerces et qui confortent son tissu commercial et de services[24].

La place aux étoupes et la halle.
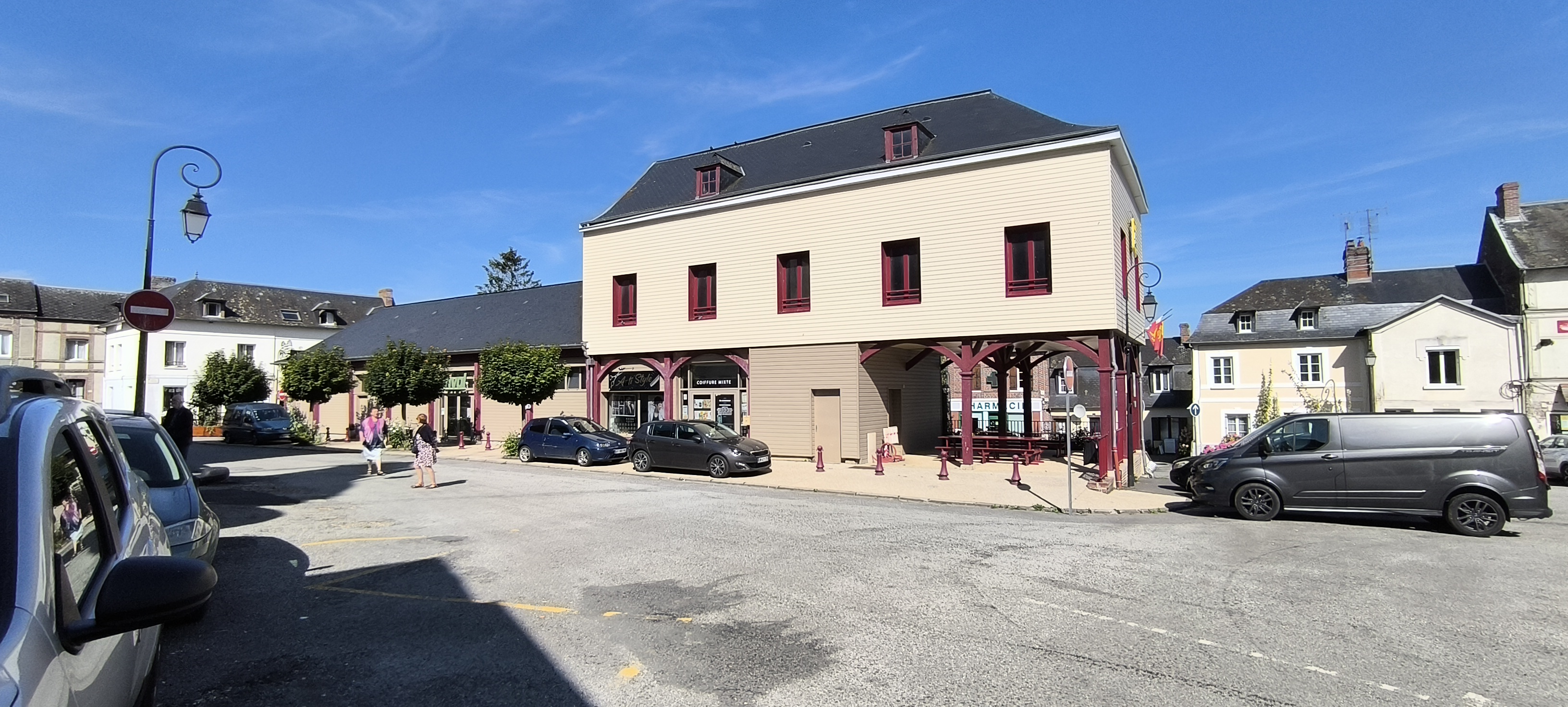
La halle, place aux Étoupes.
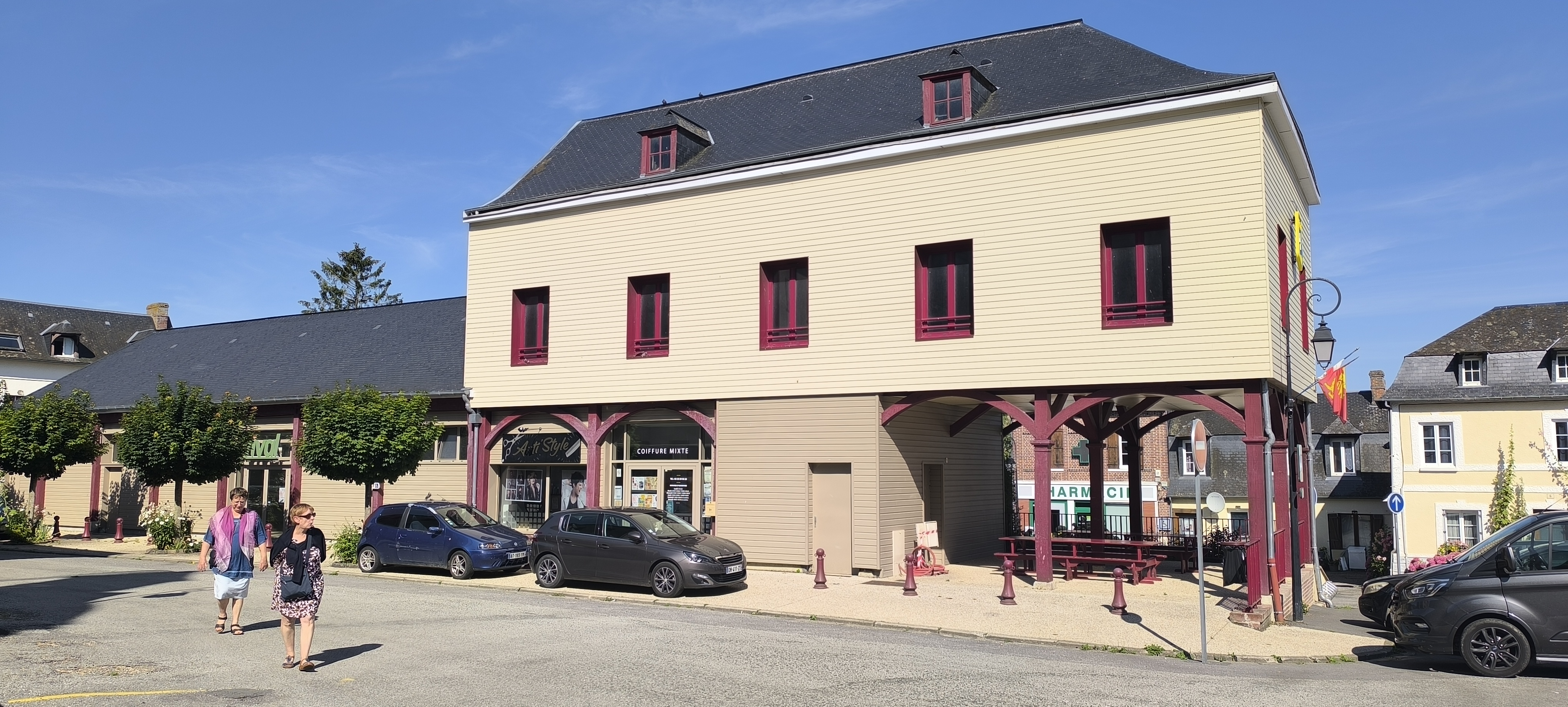

- Église Saint-Maurice, place aux Étoupes, construite en matériaux locaux (silex pour le chevet, brique et pierre calcaire). Le choeur et la chapelle nord, les parties les plus anciennes, dateraient du XVe ou du  XVIe siècle. La chapelle sud et la sacristie sont du XVIIe siècle et la nef, longue de 18 m, a été construite au XVIIIe siècle. La base du clocher est une tour quadrangulaire dotée d'un cadran d’horloge qui aurait été réalisé par l’abbé Lenostre, curé d’Argueil et doyen de Bray avant la Révolution. Situé en face du château il représente les phases de la lune[24].

L'église Saint-Maurice
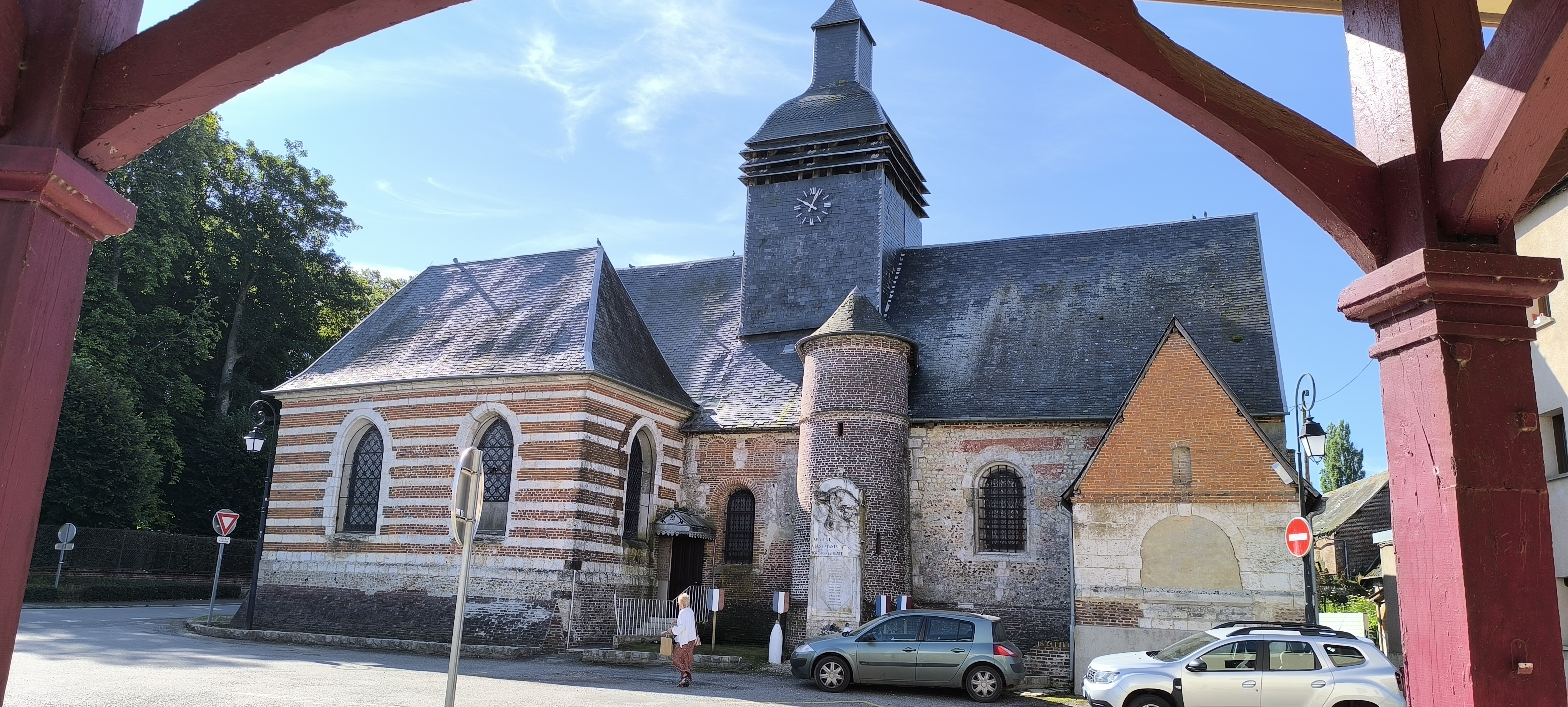
Façade nord, depuis la halle.
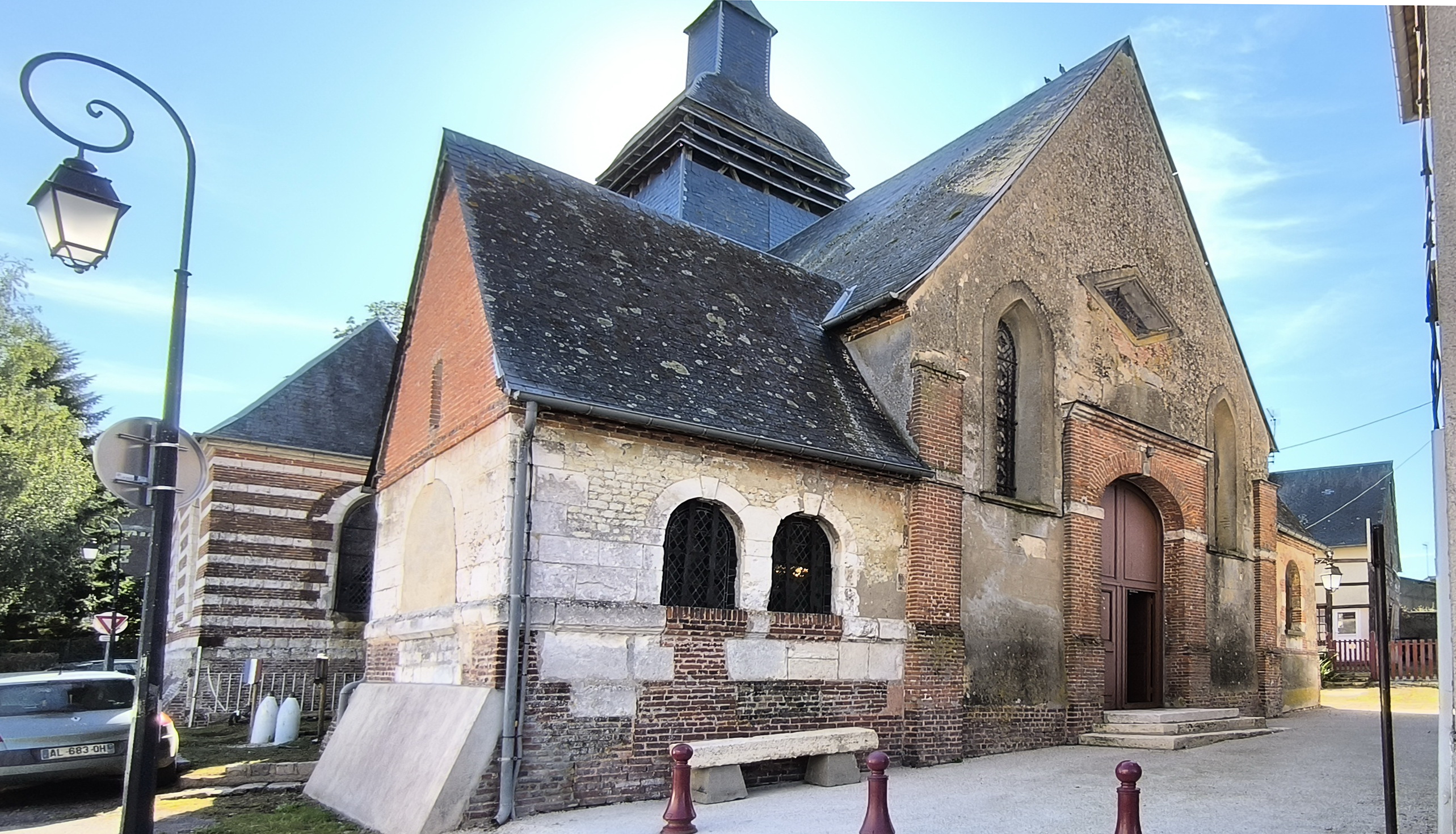
Façade principale.
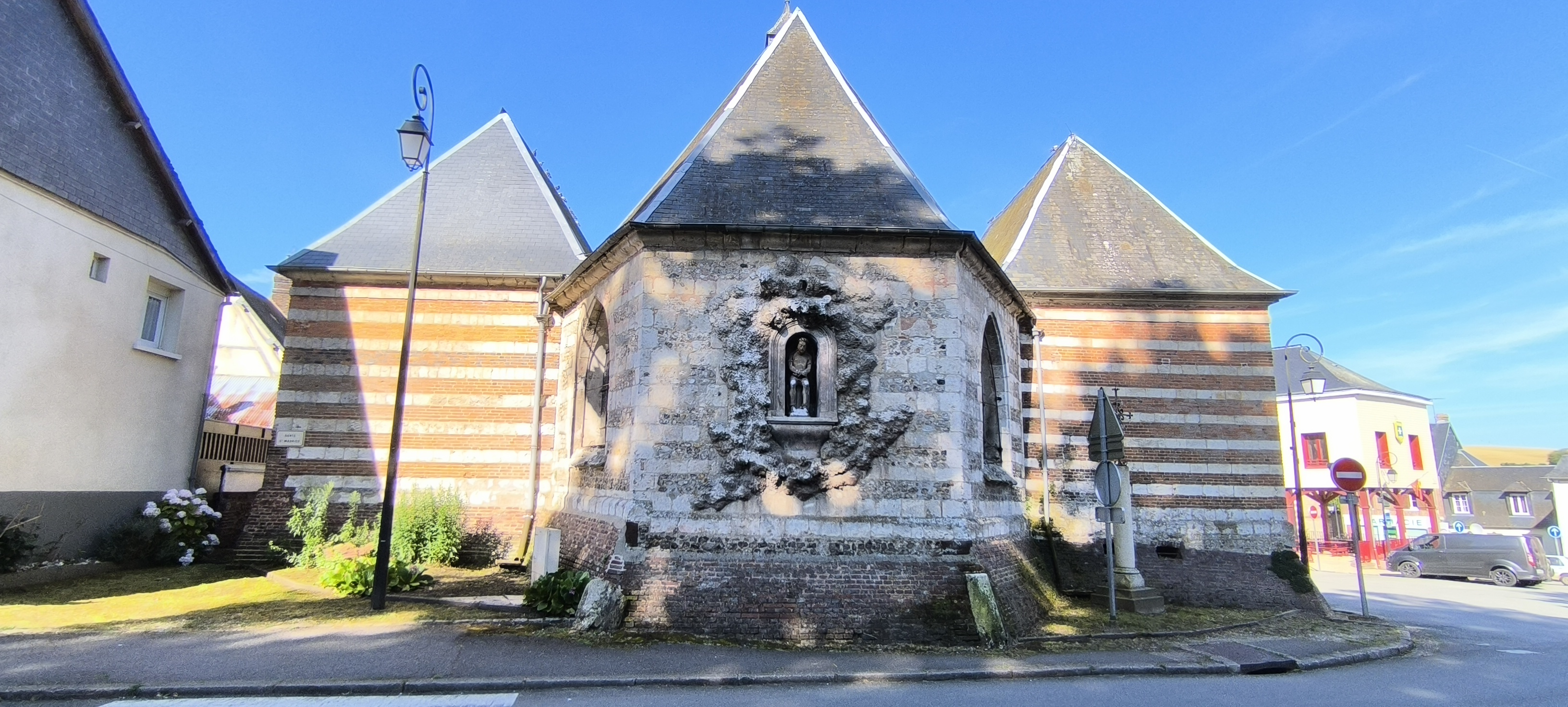
Le chevet.
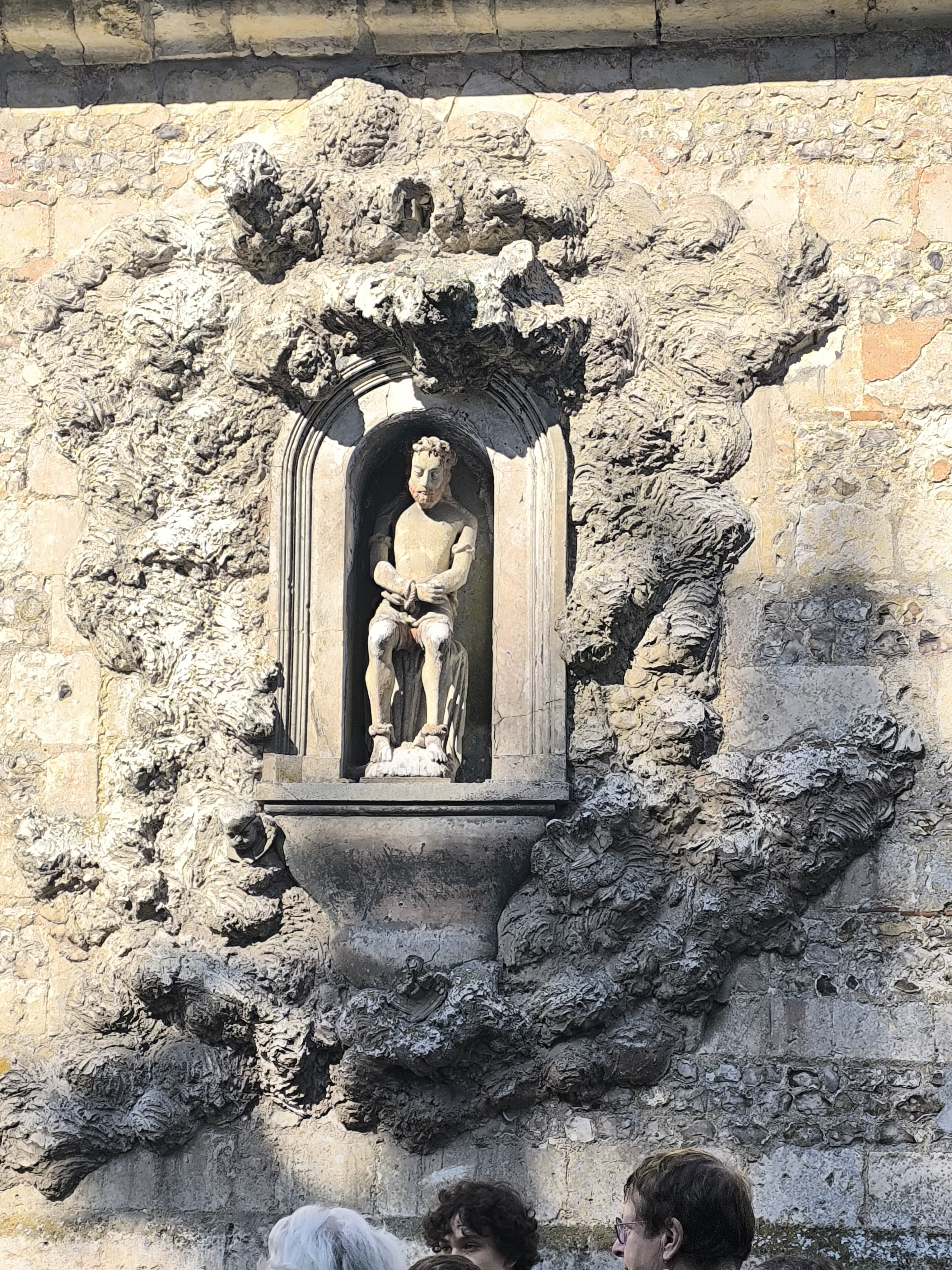
Le Christ aux liens, à l'extérieur du chevet.
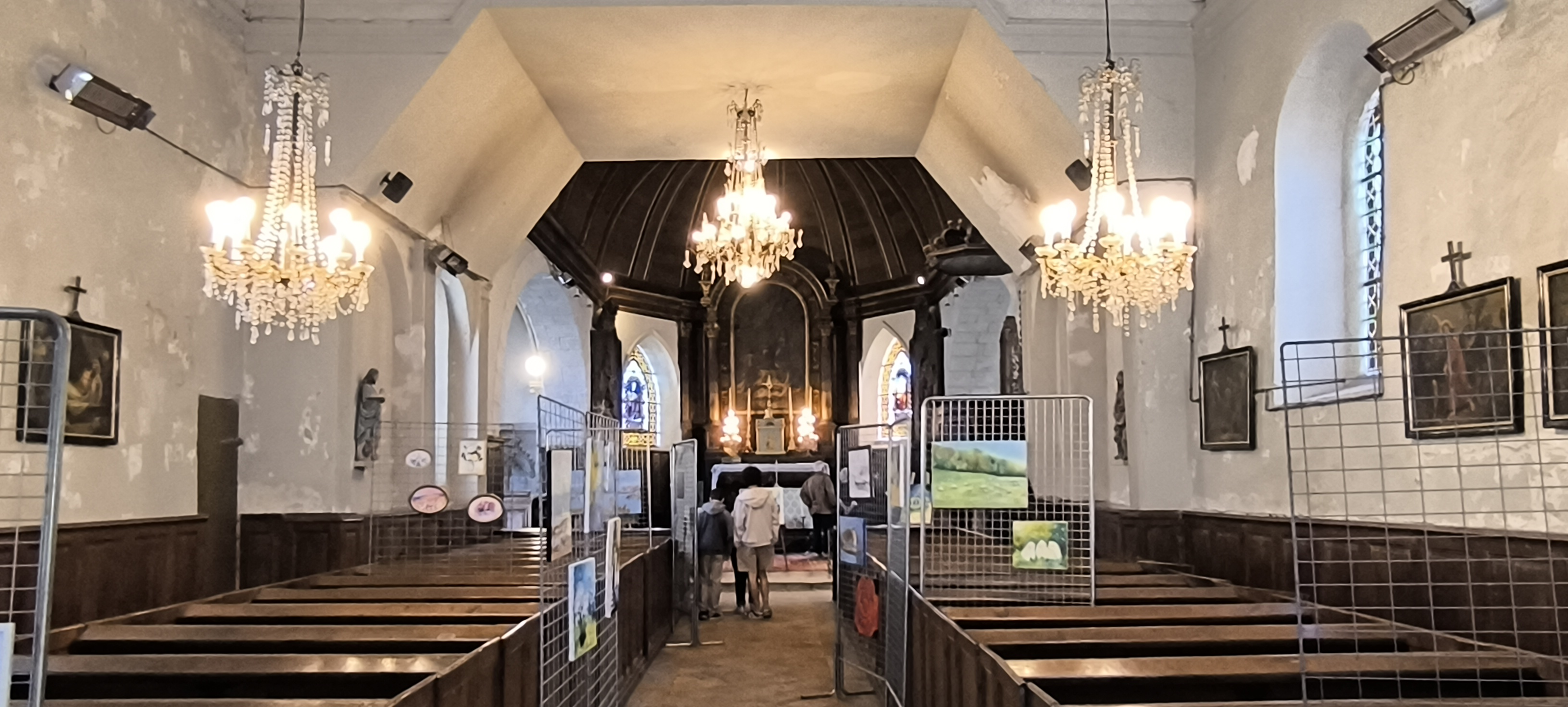
La nef et le transept.
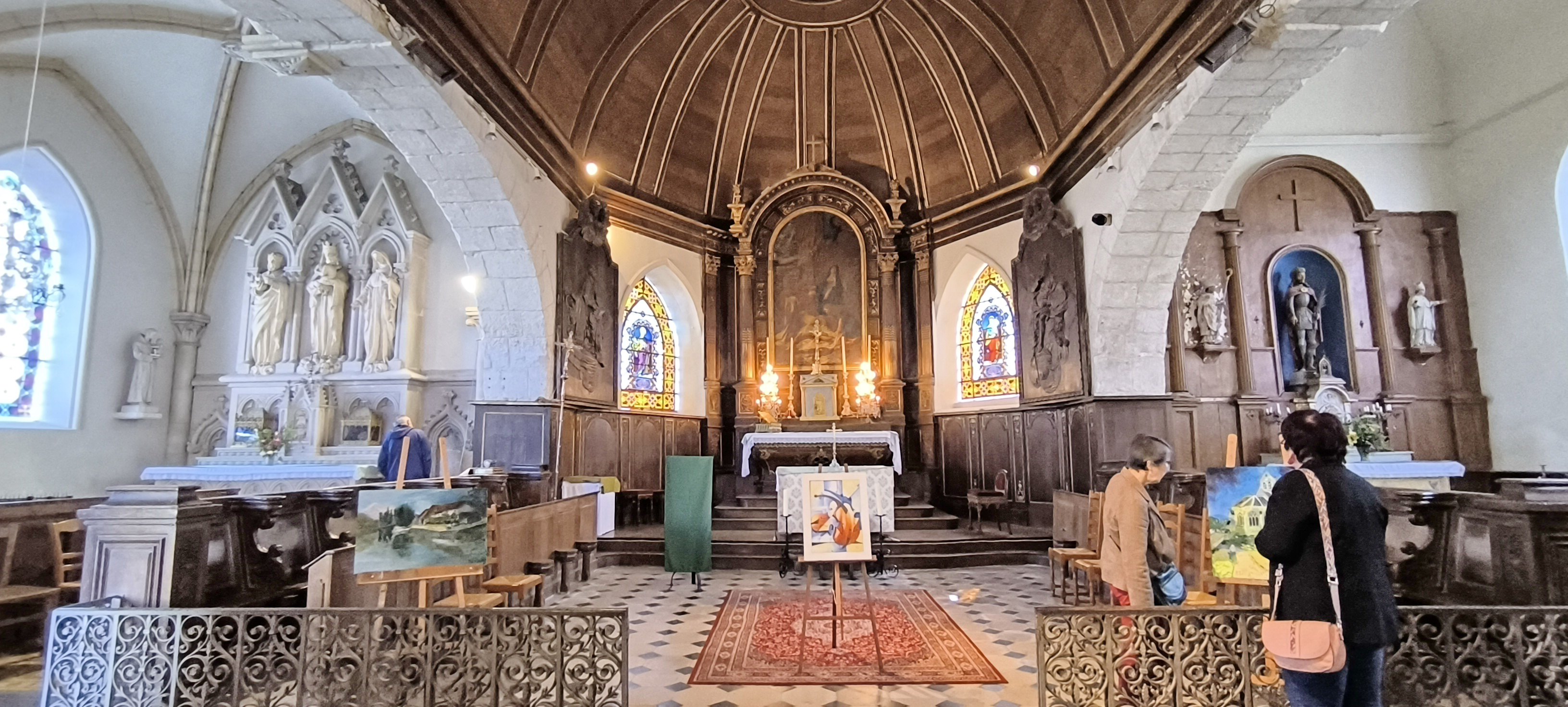
Le transept et le chœur.
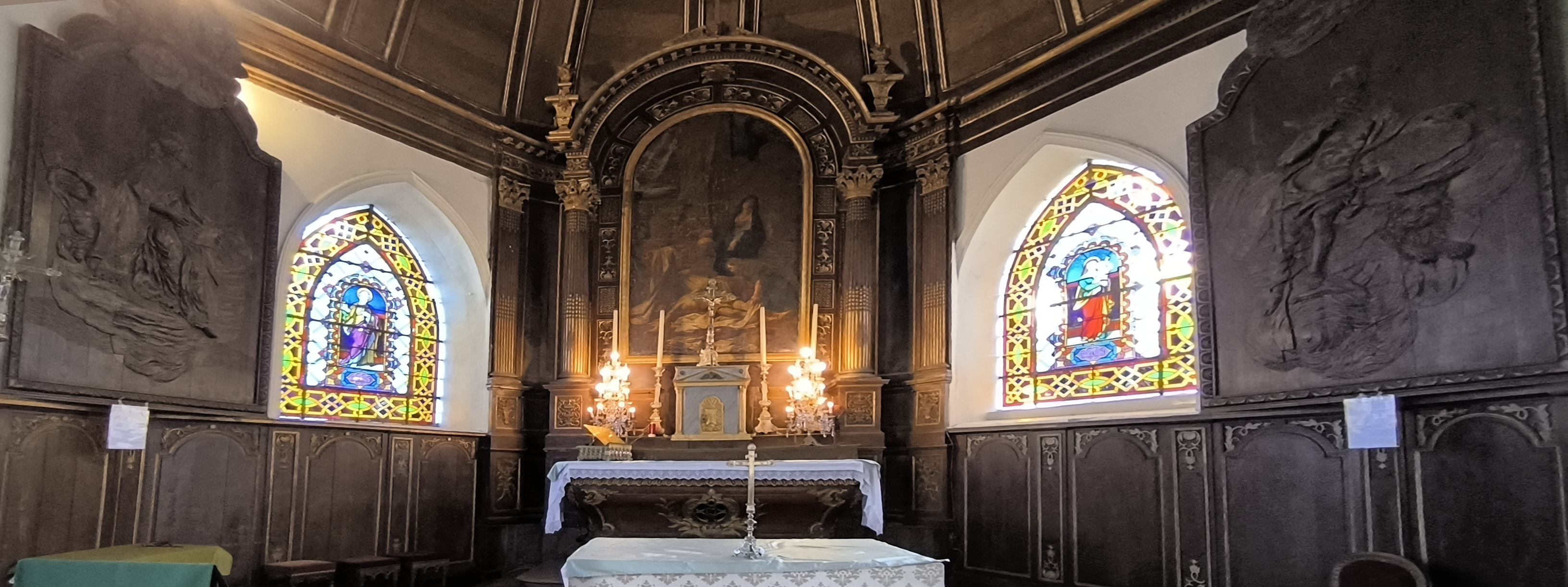
Le maître-autel, le retable et les paneaux sculptés.
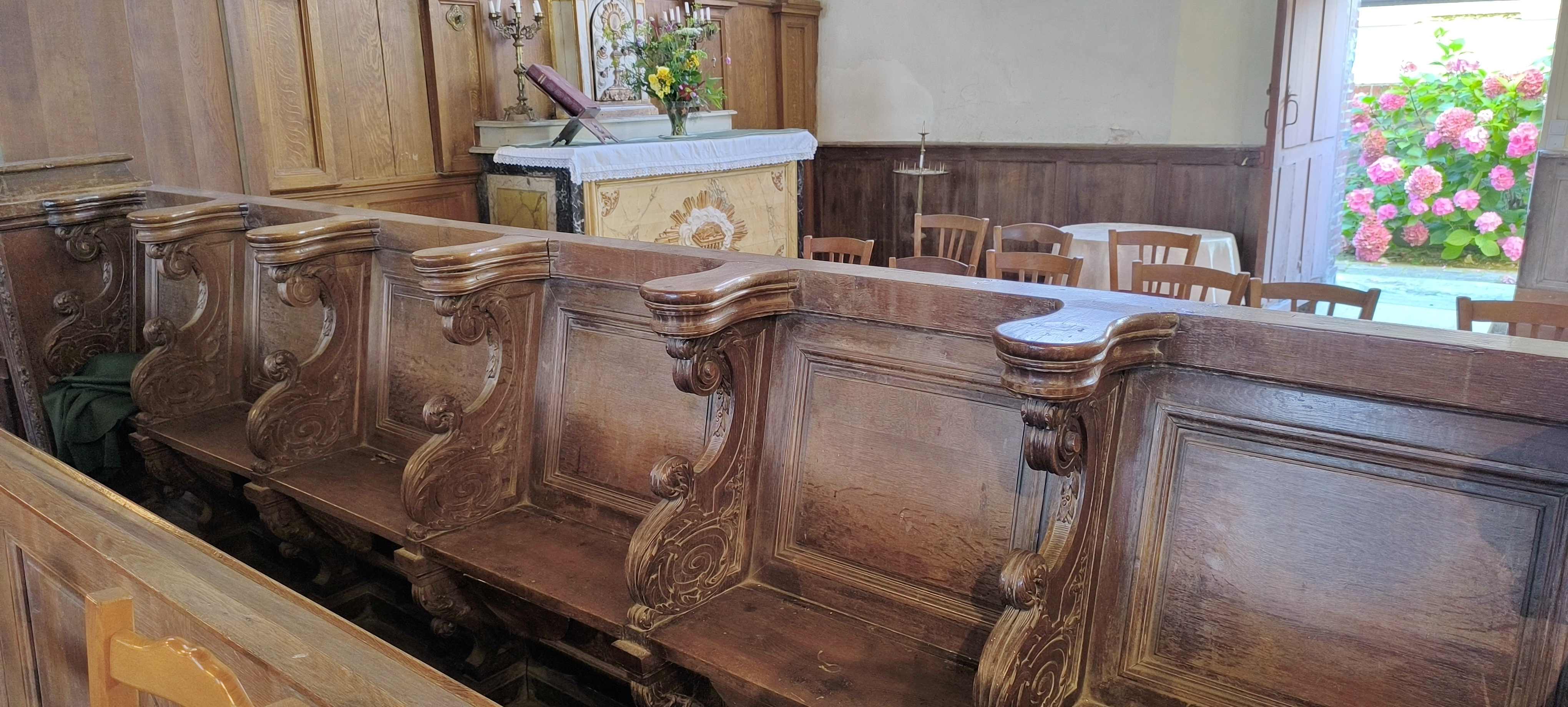
Les stalles.

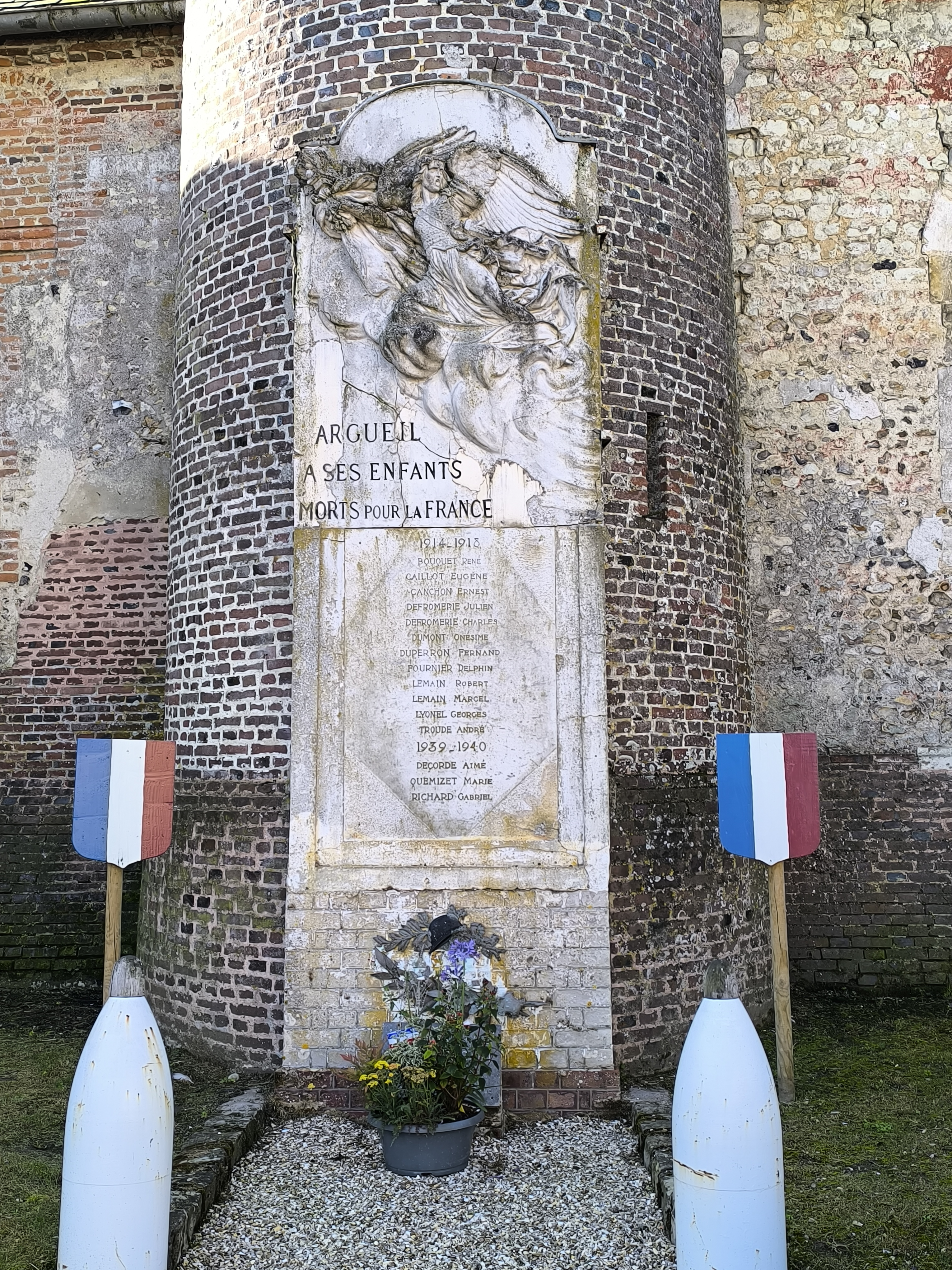
Le monument aux morts de la commune.

- Puits centenaire à la sente de Mont Huleu, rue de l'Abreuvoir, rénové en 2017[56].

- Calvaire, chemin des Monts.
- Ancienne école, devenue habitation, très décorée, rue de Sigy[57]

- Parc Boulenger, ouvert en 2023 sur un terrain légué parf l'ancien maire et sa veuve.

### Personnalités liées à la commune
- Famille de Castelbajac, propriétaire du manoir, dont Blanche-Sophie de la Rochefoucauld, marquise de Castelbajac (1799-1877), morte au château d'Argueil à 77 ans[58].

- Pierre Colombel, parfois orthographié Collombel, (1755-1841), homme politique de la Révolution française, y est né.

### Héraldique
| Blason de Argueil | Blason  | D’azur à la croix alésée d’argent accompagnée de trois fleurs de lys d’or rangées en chef et d’un mont de trois coupeaux du même mouvant de la pointe. |
| Blason de Argueil | Détails | Le statut officiel du blason reste à déterminer. |

## Pour approfondir